# Trần Thị Kim Thanh
Trần Thị Kim Thanh, née le 18 septembre 1993 à Đức Hòa, est une footballeuse internationale vietnamienne qui joue au poste de gardienne de but au Hô Chi Minh-Ville FC et pour l'équipe nationale féminine du Viêt Nam,,.